# Kraina madagaskarska

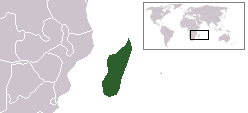

Kraina madagaskarska – najmniejsza kraina zoogeograficzna świata, obejmująca wyłącznie wyspę Madagaskar.
Wyspa Madagaskar jest ojczyzną małpiatek i owadożernych. Brak tu zarówno wielkich kotowatych (jedyne występujące drapieżne to wiwery oraz fossa madagaskarska), jak i charakterystycznych dla Afryki antylop, słoni, nosorożców i małp. Ze względu na długą izolację wykształciła wiele endemicznych form życia zwierzęcego, np. lemury, indrysy, palczaki.